# República de Siena
La República de Siena (en italiano: Repubblica di Siena) fue un estado creado en 1125 en torno a la ciudad de Siena. No fue reconocido por el Sacro Imperio Romano como estado independiente y autónomo hasta 1186.

## Instauración
Tras la caída de la Marca de Toscana, después de la muerte de Matilde de Toscana, la ciudad fue gobernada, en un primer momento, directamente por el obispo. Sin embargo, pronto el poder episcopal decayó y el obispo se vio obligado a conceder mayor intervención en el gobierno de la ciudad a la nobleza, a cambio de su ayuda durante una disputa territorial con Arezzo. De esta manera, en 1125 se establecía la República de Siena.

## Prosperidad
Esta situación propició que Siena se convirtiera pronto en un gran centro de préstamos de dinero, con un gran número de bancos y comerciantes; y un importante actor en el comercio de la lana. La prosperidad de la ciudad permitió la construcción de los edificios más importantes de la ciudad como la Catedral, el Palacio Público o la plaza del Campo. Al mismo tiempo, se abrió la escuela de pintura de Siena, de gran importancia en el desarrollo del arte italiano.
A principios del siglo XII, una comuna auto-gobernada reemplazó al anterior gobierno aristocrático. Los cónsules que gobernaban la república se fueron haciendo cada vez más intrusivos para el pueblo y el burgo fue ampliando su territorio a medida que los nobles feudales se doblegaban al poder urbano. 

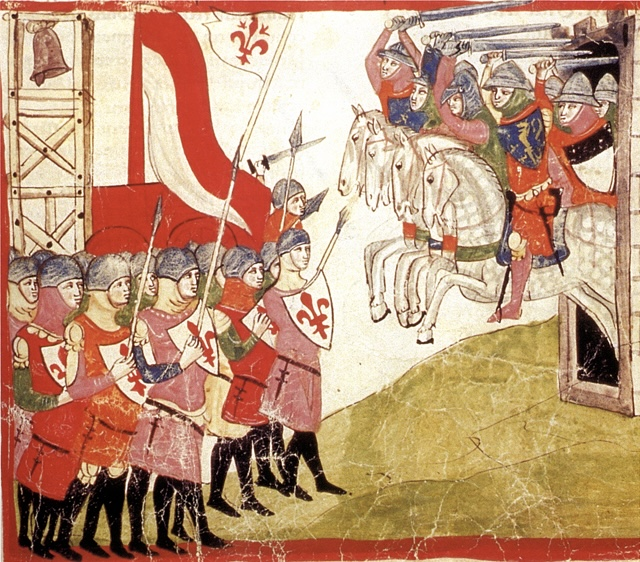
Batalla de Montaperti.

La República de Siena estaba habitualmente enfrentada políticamente a su gran rival, Florencia. Durante la lucha que dividió las ciudades italianas en güelfas y gibelinas, Siena se posicionó entre las segundas, comenzando una larga disputa contra la vecina güelfa Florencia cuyo punto álgido sería la batalla de Montaperti en 1260 a las afueras de Siena. La victoria se decantó del bando sienés a pesar de la inferioridad numérica y la confirmación de la autonomía e importancia de Siena, poniendo fin al peligro florentino. Según algunas fuentes, fue en recuerdo de esta victoriosa batalla, que los sieneses decidieron iniciar el Palio, considerada hoy una de las fiestas históricas más importantes de Italia.

### Puertos de la República de Siena
La República de Siena en su crecimiento territorial progresivo vio expandirse sus fronteras, especialmente en los territorios del sur de la Toscana en la actual provincia de Grosseto. La posesión de un "acceso al mar" por parte de Siena fue, por lo tanto, una continuación natural de su política expansiva y comercial en la Maremma Grossetana con la conquista de los puertos de Talamone, Porto Ercole y Porto Santo Stefano.
Con el fin de garantizar el acceso al tráfico marítimo y una red de ventas competitiva, Siena ya intentó asegurar el uso del puerto del río de Grosseto en el siglo XIII. Sin embargo, el puerto, barrido durante el siglo XIV por la violenta inundación que eliminó el curso del Ombrone de la ciudad, nunca tuvo ningún desarrollo, también debido a la política económica incorrecta de Siena y la falta de antecedentes productivos.
Durante la Guerra de Siena, donde los ejércitos de Siena y Francia se enfrentaron contra los ejércitos florentino y español, sitiaron Siena el 2 de agosto de 1554 y entregaron la ciudad en abril de 1555, Porto Ercole aún estaba por ser conquistado, donde el comandante francés Charles de Carbonnières , después de haber esperado la llegada del mariscal Piero Strozzi, se rindió el 18 de junio de 1555.
Los puertos que fueron de la República de Siena durante más de dos siglos, se convirtieron en parte del naciente Estado de los Presidios en 1557 a instancias de Felipe II, rey de España.

## Decadencia
Sin embargo, con la Peste de 1348, comenzó la decadencia de Siena y perecieron dos tercios de la población. A partir de entonces, se sucedieron los altibajos políticos y así, en 1355, con la llegada de Carlos IV de Luxemburgo a la ciudad, la población se alzó y suprimió el gobierno de los Nove (Nueve), estableciendo el de los Dodici (Doce) nobles ayudados por un consejo con mayoría popular. También duró poco y fue reemplazado por los Quindici (Quince) reformadores en 1385, los Dieci (Diez, 1386-1387), Undici (Once, 1388-1398) y Doce Priores (1398-1399) quienes, al final, entregaron el señorío de la ciudad a Gian Galeazzo Visconti de Milán para defenderla del expansionismo florentino.
En 1404 los Visconti fueron expulsados y se estableció un gobierno de Diez Priores. Con la elección del sienés Pío II como Papa, los Piccolomini y otras familias nobles pudieron regresar al gobierno, pero después de su muerte el control volvió a manos populares.

## Conquista por Florencia
Las facciones nobles regresaron a la ciudad con Pandolfo Petrucci en 1487, con el apoyo de Florencia y de Alfonso de Calabria; Petrucci ejerció poder efectivo sobre la república hasta su muerte en 1512, favoreciendo las artes y las ciencias, y defendiéndola de César Borgia. El último Petrucci fue Fabio, exiliado en 1523 por el pueblo de Siena. Se reanudó la lucha interna, con la facción popular desbancando al partido Noveschi apoyado por Clemente VII: el último envió un ejército, pero fue derrotado en Camollia en 1526. El Emperador Carlos V se aprovechó de la caótica situación y puso una guarnición española en Siena. Los ciudadanos la expulsaron en 1552, aliándose con Francia: esto era inaceptable para el Emperador, que envió a un ejército Florentino-Imperial.
El ejército de la República de Siena resultaría derrotado en la batalla de Marciano (agosto de 1554), con la que se perdió toda esperanza de alivio. Tras 18 meses de resistencia, la capital, Siena, se rindió a Florencia el 17 de abril de 1555, marcando el final de la República de Siena. El nuevo rey español, Felipe II, que debía enormes sumas a los Médicis, la cedió, al Ducado de Florencia, futuro Gran Ducado de Toscana, al que perteneció hasta la unificación de Italia en el siglo XIX. Con la excepción de los Presidios de Toscana que los anexó al Reino de Nápoles, entonces posesión de España.  
Un gobierno republicano de 700 familias sienesas en Montalcino resistiría hasta 1559.